# Zwitserse Bondsraadsverkiezingen december 1857
De Zwitserse Bondsraadsverkiezingen van december 1857 vonden plaats op 9 december 1857, volgend op de federale parlementsverkiezingen van 28 oktober 1857.
De voltallige zittende Bondsraad werd herverkozen. Daags nadien, op 10 december 1857, werd Jonas Furrer verkozen tot bondspresident van Zwitserland en Jakob Stämpfli tot vicebondspresident voor het jaar 1858. Johann Ulrich Schiess werd bevestigd in zijn functie van bondskanselier van Zwitserland.

## Verloop van de verkiezingen
Ieder van de zeven zittende Bondsraadsleden stelde zich in december 1857 opnieuw kandidaat voor een nieuwe driejarige termijn. Jonas Furrer uit het kanton Zürich werd als eerste lid herkozen. Hij zou daags nadien, op 10 december 1857, tevens tot bondspresident worden verkozen voor het jaar 1858. Furrer was op dat moment zittend vicebondspresident. Het was de vierde en laatste maal dat hij tot bondspresident zou worden verkozen. Jakob Stämpfli uit het kanton Bern werd als tweede lid verkozen. Stämpfli zou daags nadien voor een tweedemaal tot vicebondspresident worden benoemd. Melchior Josef Martin Knüsel uit het kanton Luzern volgde als derde verkozene, gevolgd door Friedrich Frey-Herosé uit het kanton Aargau als vierde verkozene, Wilhelm Matthias Naeff uit het kanton Sankt Gallen als vijfde verkozene en Constant Fornerod uit het kanton Vaud als zesde verkozene. Giovanni Battista Pioda uit het kanton Ticino, die pas eerder op het jaar Bondsraadslid was geworden, was de zevende en laatste verkozene.
Johann Ulrich Schiess werd op 10 december 1857 herverkozen als bondskanselier van Zwitserland.